# Puy de Montcineyre
Le puy de Montcineyre est un sommet d'origine volcanique culminant à 1 329 m d'altitude dans le département français du Puy-de-Dôme.

## Géographie et géologie
Le puy de Montcineyre est situé dans les monts Dore, au sein du Massif central et domine le lac de Montcineyre à l'ouest tout en créant un barrage naturel. C'est aussi l'un des plus jeunes volcans de France métropolitaine[source insuffisante].
En 2023-2024, une centaine de sismomètres à large bande ont été installés temporairement pour sonder la structure profonde du Massif central, complétant le réseau large bande permanent de l'infrastructure de recherche Epos-France. L'analyse des données a permis de détecter quelques séismes profonds de longue période, localisés près de la limite croûte-manteau sous les volcans de la chaîne des Puys et de la région du lac Pavin. Ces séismes, interprétés comme le résultat de la présence de magma en activité en profondeur, indiquent probablement que les réservoirs magmatiques profonds sous certains volcans du Massif central sont toujours actifs,.